# Семпала, Эдит
Эдит Грейс Семпала (англ. Edith Grace Sempala; урожденная Эдит Бафакулера, англ. Edith Bafakulera; род. 28 декабря 1953) ― угандийский инженер-строитель, политический деятель и дипломат и политический деятель. Старший советник во Всемирном банке с 2008 года. Чрезвычайный и полномочный посол Уганды в скандинавских странах, США, Африканском союза, Эфиопии и Джибути.

## Происхождение и образование
Она родилась в 1953 году в Намутамбе, округ Митьана, Центральная область Уганды. В 1973 году поступила в Университет дружбы народов имени Патриса Лумумбы, в котором получила степень бакалавра и магистра по специальности «гражданское строительство», завершив учебу в 1979 году.

## Карьера
После учёбы в СССР, она провела следующие семь лет (с 1979 по 1986 год) в Швеции в качестве беженца. В 1986 году, после смены правительства в Кампале, она была назначена чрезвычайным и полномочным послом в скандинавских странах. Её посольство базировалось в Копенгагене, Дания. Проработала на этом посту 10 лет. В 1986 году была назначена послом Уганды в США и на этом посту провела ещё 10 лет. В 2006 году была назначена послом Уганды при Африканском союзе, штаб-квартира которого размещалась в Аддис-Абебе, Эфиопия. Одновременно служила служила дипломатическим представителем Уганды в Эфиопии и Джибути. Она занимала эту должность с 2006 по 2008 год. В 2008 году присоединилась к Всемирному банку в качестве директора и старшего советника по международным делам в представительстве вице-президента Всемирного банка по внешним связям. В 2015 году была назначена генеральным секретарем Организации Объединенных Наций членом консультативной группы экспертов по обзору архитектуры миростроительства.

## Семья
Замужем, мать троих детей.